# Бромат натрия
Бромат натрия — неорганическое соединение, соль щелочного металла натрия и бромноватой кислоты с формулой NaBrO3, бесцветные кристаллы, хорошо растворимые в воде.

## Получение
- Растворение брома в горячем концентрированном растворе гидроксида или карбоната натрия:

{\displaystyle {\mathsf {3Br_{2}+6NaOH\ {\xrightarrow {80^{o}C}}\ NaBrO_{3}+5NaBr+3H_{2}O}}}
{\displaystyle {\mathsf {3Br_{2}+3Na_{2}CO_{3}\ {\xrightarrow {80^{o}C}}\ NaBrO_{3}+5NaBr+3CO_{2}\uparrow }}}
- Электролиз раствора бромида натрия:

{\displaystyle {\mathsf {NaBr+3H_{2}O\ {\xrightarrow {e^{-}}}\ NaBrO_{3}+3H_{2}\uparrow }}}
- Окисление брома хлором в гидроксиде натрия:

{\displaystyle {\mathsf {Br_{2}+5Cl_{2}+12NaOH\ {\xrightarrow {80^{o}C}}\ 2NaBrO_{3}+10NaCl+6H_{2}O}}}

## Физические свойства
Бромат натрия образует бесцветные кристаллы кубической сингонии, пространственная группа P 213, параметры ячейки a = 0,672 нм, Z = 4.
Хорошо растворяется в воде, растворяется в жидком аммиаке. Не растворяется в этаноле.

## Химические свойства
- Разлагается при нагревании:

{\displaystyle {\mathsf {2NaBrO_{3}\ {\xrightarrow {>384^{o}C}}\ 2NaBr+3O_{2}}}}
- Является сильным окислителем:

{\displaystyle {\mathsf {2NaBrO_{3}+3C\ {\xrightarrow {450-550^{o}C}}\ 2NaBr+3CO_{2}\uparrow }}}
{\displaystyle {\mathsf {NaBrO_{3}+2NH_{3}\ {\xrightarrow {350-400^{o}C}}\ NaBr+2N_{2}\uparrow +3H_{2}O}}}

## Применение
- В качестве отбеливающего средства.